# Pristimantis buckleyi
Pristimantis buckleyi es una especie de anfibio anuro de la familia Craugastoridae.
Se distribuyen entre Ecuador y Colombia, en la cordillera de los Andes, entre 2400 y 3700 m de altitud.
Está amenazada por la pérdida de su hábitat natural.